# Cretic
Die Cretic war ein 1902 in Dienst gestelltes Passagierschiff, das ab 1903 der britischen Reederei White Star Line angehörte, die es als Ozeandampfer auf verschiedenen Nordatlantikrouten zwischen Europa und Nordamerika einsetzte. 1929 wurde das Schiff nach 27 Dienstjahren in Schottland abgewrackt.

## Geschichte
Das 13.507 BRT große Dampfschiff wurde auf der Schiffswerft Hawthorn, Leslie & Company im englischen Hebburn für die britische Reederei Leyland Line mit Sitz in Liverpool gebaut. Das 177,39 Meter lange und 18,38 Meter breite Schiff wurde als Ozeandampfer auf nordatlantischen Schifffahrtsrouten gebaut und sollte 260 Passagiere der Ersten Klasse befördern. Das Schiff lief am 25. Februar 1902 vom Stapel und wurde auf den Namen Hanoverian getauft. Es hatte einen Schornstein, vier Masten, zwei Propeller und drei Decks. Es war mit elektrischem Licht,  Kühlvorrichtungen zum Transport von verderblichen Lebensmitteln sowie einem doppelten Boden ausgestattet. Die Kohle wurde in drei Einender- und drei Doppelender-Kessel mit insgesamt 27 Feuerstellen geschaufelt. 
Am 19. Juli 1902 lief die Hanoverian in Liverpool zu ihrer Jungfernfahrt nach Boston aus. Die dritte und letzte Überfahrt für die Leyland Line auf dieser Strecke begann am 27. September 1902. 1903 wurde das Schiff an die Dominion Line verkauft, die es in Mayflower umbenannte und Passagierkapazitäten für 260 Reisende der Ersten, 250 der Zweiten und 1000 der Dritten Klasse einführte. Am 9. April 1903 lief die Mayflower in Liverpool zu ihrer ersten Atlantiküberquerung nach Boston für die neuen Eigner aus. Zur siebten und letzten Fahrt auf der Strecke legte sie am 22. Oktober 1903 ab.  
Danach wurde der Dampfer an die White Star Line verkauft und in Cretic umbenannt. Am 9. November 1903 legte die Cretic zur ersten von zehn Überfahrten im Dienst der White Star Line von Liverpool nach Boston ab. Im November 1904 fand die erste Fahrt von Boston nach Neapel und Genua zurück nach Boston und New York statt. Am 21. November 1911 legte das Schiff in Genua zum letzten Mal auf dieser Route ab. Im März 1912 fuhr die Cretic zum ersten Mal von Genua über Neapel direkt nach Boston (ohne Zwischenstopp in New York). Am 30. Januar 1918 lief sie in Boston letztmals aus Italien kommend ein. Von 1917 bis 1919 unterstand die Cretic dem Liner Requisition Theme. Am 5. September 1919 lief die Cretic in Liverpool nach New York aus und am 24. September 1919 war sie mit einer Kapazität von 300 Passagieren der Ersten, 210 der Zweiten und 800 der Dritten Klasse zurück auf der Route New York–Neapel–Genau. Am 18. Oktober 1922 legte sie zum letzten Mal zu einer Überfahrt auf dieser Route ab. 
1923 wurde die Cretic wieder an ihren ursprünglichen Eigner, die Leyland Line, verkauft und erhielt den neuen Namen Devonian. Durch Umbauten verringerte sich der Rauminhalt zu 12.153 BRT. Nach der Übernahme beförderte das Schiff nur noch 250 Passagiere in der Kabinenklasse. Am 24. Juni 1923 erreichte die Devonian erstmals unter neuer Eignerschaft den Hafen von Boston. Im April 1926 wurde aus der Kabinenklasse die Touristenklasse. Am 10. Dezember 1927 legte die Devonian zu einer Fahrt von New York über Plymouth nach Antwerpen ab. Die Red Star Line hatte sie für diese Überfahrt gechartert. 
Am 9. März 1928 endete die letzte Fahrt des Ozeandampfers von Antwerpen über Southampton nach New York. Am 23. März 1928 dampfte die Devonian von New York nach Philadelphia und am 15. September 1928 lief sie in Boston zur letzten Fahrt nach Liverpool aus. 1929 wurde das Schiff schließlich bei P & W McLellan in Bo’ness (Schottland) abgewrackt.